# Cishingini
Le cishingini est une langue nigéro-congolaise du groupe des langues kambari de la famille bénoué-congolaise. Il est parlé par 100 000 personnes en 2004 au Nigeria.

## Écriture
| Majuscules | A | A̱ | B | Ɓ | D | Ɗ | E | F  | G | Gb | H | I | J | K | Kp |
| Minuscules | a | a̱ | b | ɓ | d | ɗ | e | f  | g | gb | h | i | j | k | kp |
| Majuscules | L | M | N | O | P | R | S | Sh | T | Ts | U | V | W | Y | Z  |
| Minuscules | l | m | n | o | p | r | s | sh | t | ts | u | v | w | y | z  |

La lettre apostrophe ‹ ʼ › est utilisée pour représenter le coup de glotte, et dans les digrammes ‹ ʼy, ʼw ›.
Un alphabet différent a été utilisé auparavant.